# Prêmio eSports Brasil 2020
A maior premiação de esports da América Latina, o Prêmio eSports Brasil (Globo/SporTV), aconteceu nesta terça-feira (08) de maneira online para a torcida - alguns finalistas conseguiram comparecer à premiação, outros enviaram vídeos para agradecer o troféu.
Comandado por Nyvi Estephan e Everaldo Marques, o PeB 2020 teve com maior destaque o streamer de CS:GO e parceiro do Omelete Company Alexandre "Gaules", que levou os prêmios de Personalidade do Ano e Melhor Streamer. Também destaque da noite, o prêmio de Melhor Atleta de 2020, disputado entre os vencedores de todas as modalidades, ficou com o jogador de MAGIC: The Gathering (card game) da Tempo Storm, Paulo "PVDDR" da Rosa.

## Categorias
Títulos em negrito e listados em primeiro venceram nas respectivas categorias:

### Categorias Técnicas
| Melhor atleta de League of Legends                                                                               | Personalidade do ano                                                                                              |
| --- | --- |
| - Thiago "tinowns" Sartori - Ygor "RedBert" Freitas - Rodrigo "Tay" Panisa                                       | - Alexandre "Gaules" Borba - Bianca "Thaiga" Lula - Bruno "Nobru" Goes                                            |
| Melhor atleta de Dota 2                                                                                          | Melhor atleta de Overwatch                                                                                        |
| - Rodrigo "Lelis" Santos - Matheus "KJ" Jungles - Guilherme "Costabile" Costábile                                | - Mateus "neil" Kröber - Leonardo "Shinigami" Moreira - Guilherme "TheSeriusGui" Souza                            |
| Melhor atleta de Raibow Six Siege                                                                                | Melhor atleta card game                                                                                           |
| - Luccas "Paluh" Molina - Gabriel "Pino" Fernandes - André "Nesk" Oliveira                                       | - Paulo "PVDDR" da Rosa - Patrick Fernandes - Nayara "NaySyl" Silvestre                                           |
| Melhor atleta de outras modalidades                                                                              | Melhor atleta de futebol virtual                                                                                  |
| - Lucas "Slooper" - Teamfight Tactics - Leonardo "mwzera" Serrati – Valorant - Natalia "NAT1" Meneses – Valorant | - Henrique "Zezinho" Lempke - Flávio "Fifilza" Brito - Guilherme "GuiFera" Fonseca                                |
| Melhor atleta de CS:GO                                                                                           | Atleta revelação                                                                                                  |
| - Andrei "arT" Piovezan - Kaike "KSCERATO" Cerato - Marcelo "coldzera" David                                     | - Cauan "Cauan7" Silva - Free Fire - Felipe "Bankai" Boal - League of Legends - Natalia "NAT1" Meneses - Valorant |
| Melhor atleta de Fighting Games                                                                                  | Melhor atleta de mobile games                                                                                     |
| - Alexandro "Jah Lexe" Rodrigues - Guilherme "GuiExceptional" Sartor - Wellington "Konqueror249" de Castro       | - Marcel Fuzaro - Brawl Stars - Maick "NoMercy" Barbosa - Arena of Valor - Samuel Bassoto - Clash Royale          |
| Melhor atleta de Free Fire                                                                                       | Melhor atleta de Battle Royale                                                                                    |
| - Jonatha "JapaBKR" Araújo - Bruno "Nobru" Goes - Cauan "Cauan7" Silva                                           | - Pedro "Sparkingg" Ribeiro - PUBG - Leonardo "leleo" Arcanjo - Fortnite - Vinicius "Frosty" Alexandre - Fortnite |

### Categorias Populares
| Melhor Streamer | Melhor Organização                                                                                          |
| --- | --- |
| - Alexandre "Gaules" Borba - Lucio "Cerol" dos Santos - Gustavo "Baiano" Gomes - Bárbara "Babi" Passos - Victor "Coringa" Augusto                 | - FURIA - Flamengo eSports - LOUD - Corinthians Free Fire - paiN Gaming                                     |
| Craque da Galera | Melhor Jogo                                                                                                 |
| - Marco "Vinixz" Vinicius - Kauê "Kauelok" da Silva - Bruno "Nobru" Goes - Patrick "Blackoutz" Garcia - Thiago "Tinowns" Sartori                  | - League of Legends (LoL) - Counter-Strike: Global Offensive (CS:GO) - Free Fire (FF) - Fortnite - Valorant |
| Melhor Caster | |
| - Nícolas "nicolino" Emerenciano" - Samuel "Samuca" Hernandez - João Carlos "KennoSV" Silva - Ana "Ana Xisdê" Cardoso - Bruno "Bruno Clash" Veiga | |